# Reazione chimica

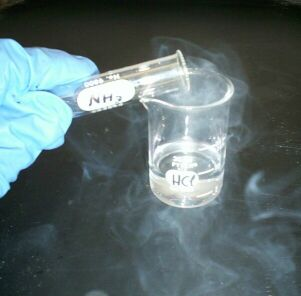
Reazione chimica tra acido cloridrico e ammoniaca, con produzione di cloruro di ammonio.

Una reazione chimica è una trasformazione della materia che avviene senza variazioni misurabili di massa, in cui una o più specie chimiche (dette "reagenti") modificano la loro struttura e composizione originaria per generare altre specie chimiche (dette "prodotti").
Ciò avviene attraverso la formazione o la rottura dei cosiddetti "legami chimici intramolecolari", cioè attraverso un riassestamento delle forze di natura elettrostatica che intervengono tra i singoli atomi di cui sono costituite le entità molecolari che sono coinvolte nella reazione. Tali forze elettrostatiche sono a loro volta riconducibili all'effetto degli elettroni più esterni di ciascun atomo.
Una reazione chimica è caratterizzata dalla manifestazione di eventi sintomatici di varia natura, quali ad esempio: cambio di colore, produzione di calore, formazione di odore, cambio di stato della materia, formazione di gas o precipitato, effervescenza, ecc. Una reazione chimica non può avere luogo, o viene rallentata fino a fermarsi o addirittura a regredire, se non sono soddisfatte una serie di condizioni, come ad esempio presenza dei reagenti in misura adeguata e condizioni di temperatura, pressione e luce adatte alla specifica reazione.

## Caratteristiche
La materia è composta da atomi. Ogni atomo possiede proprietà peculiari, derivanti dalla sua struttura atomica. Gli atomi possono legarsi tra loro per formare molecole. Le molecole si possono differenziare per il numero, il tipo e la posizione reciproca degli atomi che le costituiscono. Ogni tipo di molecola caratterizza una singola sostanza chimica. Se una sostanza chimica è costituita da più tipi di atomi (cioè da atomi di differenti elementi chimici), tale sostanza è detta "sostanza composta" o "composto chimico", mentre se è costituita da atomi dello stesso tipo (cioè da atomi dello stesso elemento chimico), tale sostanza è detta "sostanza semplice".
Ad esempio la molecola di ossigeno {\displaystyle {\ce {(O2)}}} è costituita da due atomi dello stesso tipo (entrambi appartenenti all'elemento "ossigeno"), per cui l'ossigeno è una sostanza semplice. Le molecole dell'acqua {\displaystyle {\ce {(H2O)}}} sono invece costituite da due atomi di idrogeno legati ad un atomo di ossigeno, per cui l'acqua è un composto chimico.
Le molecole si formano attraverso una reazione chimica che comporta la rottura e la formazione di legami chimici tra atomi. Più in generale, le reazioni chimiche possono coinvolgere anche altre entità molecolari (ad esempio ioni o radicali) oltre alle molecole.
Le specie chimiche presenti prima dello svolgimento della reazione e che partecipano ad essa sono detti "reagenti", quelle che si ottengono dallo svolgimento della reazione sono dette invece "prodotti". Possono essere presenti specie chimiche che sono presenti nell'ambiente di reazione senza prendere parte né modificare il meccanismo di reazione: tali specie sono dette "inerti". Possono essere presenti inoltre specie chimiche che non partecipano alla reazione ma che modificano il meccanismo di reazione (e di conseguenza la velocità alla quale tale reazione avviene): tali specie sono dette "catalizzatori".

### Reazioni chimiche e processi fisici
Le reazioni chimiche non influenzano i suoi costituenti fondamentali (gli atomi) ma solo la maniera in cui sono legati tra loro; non influenzano nemmeno il modo in cui le molecole si influenzano a vicenda (attraverso i legami intermolecolari), quindi le trasformazioni che non comportano la rottura e la formazione di legami intramolecolari, come i cambiamenti di stato (tra cui fusione, solidificazione, ed evaporazione), l'usura, l'erosione e la frattura non sono reazioni chimiche, bensì processi fisici.
Allo stesso modo, non fanno parte delle reazioni chimiche le trasformazioni dei nuclei atomici, cioè le reazioni nucleari, sebbene tali reazioni assumano anche un certo interesse in chimica e vengano studiate dalla chimica nucleare.
Dunque le reazioni chimiche riguardano esclusivamente le variazioni dei legami tra gli atomi (legame covalente, legame ionico, legame metallico).

### Tipologie di reazioni chimiche

Alcune tipologie di reazioni chimiche (dall'alto verso il basso): sintesi, decomposizione, sostituzione e metatesi. Per semplicità i gruppi che formano le specie chimiche sono stati indicati con le lettere A, B, C e D. Nella realtà tali gruppi possono avere delle strutture più o meno complesse.

A seconda del modo in cui si combinano i reagenti per dare luogo ai prodotti, si possono avere le seguenti tipologie di reazioni chimiche:
- sintesi: due o più reagenti danno luogo a un prodotto;[4]
- decomposizione: un reagente dà luogo a due o più prodotti;[5]
- sostituzione, o scambio semplice: un gruppo di una specie chimica viene sostituito da un altro gruppo;
- metatesi, o scambio doppio: scambio di due o più ioni fra elementi e gruppi aventi la stessa valenza.

Una reazione viene detta di ossidoriduzione (o redox) se durante il suo svolgimento alcune specie chimiche modificano il proprio numero di ossidazione. Le reazioni che non sono di ossidoriduzione sono reazioni acido-base (ovvero i reagenti di tali reazioni sono un acido e una base).

## Equazioni chimiche
I fenomeni che hanno luogo durante una reazione chimica vengono rappresentati mediante un'equazione chimica. Un'equazione chimica è scritta in maniera simile ad un'equazione matematica, ed in essa compaiono due membri: al primo membro (cioè a sinistra della freccia o altro simbolo di reazione) compaiono i reagenti, mentre al secondo membro (cioè a destra della freccia o altro simbolo di reazione) vi sono i prodotti.
Un esempio di equazione chimica è la seguente:
{\displaystyle {\ce {3 H2 + N2 -> 2 NH3}}}
In questo caso le specie chimiche {\displaystyle {\ce {H2}}} (idrogeno) e {\displaystyle {\ce {N2}}} (azoto) sono i reagenti, mentre la specie chimica {\displaystyle {\ce {NH3}}} (ammoniaca) è il prodotto della reazione.

## Aspetti termodinamici

### Sistema e ambiente
Una reazione chimica può essere vista come una particolare trasformazione termodinamica, per cui, in analogia con le altre trasformazioni termodinamiche, durante lo studio di una reazione chimica possono essere definiti un "sistema" (che nel caso particolare delle reazioni chimiche è chiamato "sistema chimico") e un "ambiente" (da non confondersi con il concetto di "ambiente di reazione").
Il sistema è la parte dell'universo oggetto di studio. Un esempio di sistema chimico è una miscela di sostanze chimiche all'interno di un becher; quest'ultimo rappresenta il contorno del sistema, mentre l'ambiente è tutto ciò che circonda il sistema stesso (compresa l'aria circostante e le superfici con le quali il sistema è in contatto).

L'insieme del sistema e dell'ambiente costituisce il cosiddetto "universo", che è un sistema isolato, cioè è un sistema che non presenta scambi di materia o di energia con altri sistemi.

### Reazioni endotermiche ed esotermiche
Una reazione chimica che durante il suo svolgimento sviluppa calore è detta "esotermica", mentre una reazione chimica che durante il suo svolgimento assorbe calore dall'esterno è detta "endotermica".
Una reazione esotermica è quindi una reazione che comporta un trasferimento di calore dal sistema all'ambiente. Analogamente una reazione endotermica è una reazione che comporta un trasferimento di calore dall'ambiente al sistema (necessita dunque di energia esterna per procedere).
Nel caso in cui una reazione chimica si svolga a pressione costante (cioè se è un processo isobaro), tale reazione è esotermica se comporta una diminuzione di entalpia, mentre è endotermica se comporta un aumento di entalpia.

### Reazioni spontanee e non spontanee
Durante lo svolgimento di una reazione chimica, alcuni o tutti i legami chimici associati alle specie reagenti si rompono, assorbendo una certa quantità di energia, quindi si formano nuovi legami chimici grazie al rilascio di una certa quantità energia. A reazione avvenuta comunque una certa aliquota di energia è conservata dalle specie prodotte. L'energia chimica "finale" associata alle specie prodotte può essere maggiore o minore rispetto all'energia di legame "iniziale" associata alle specie reagenti.
Se l'energia chimica dei prodotti è minore dell'energia chimica dei reagenti, vuol dire che è stata distribuita verso l'ambiente una certa quantità di energia (ad esempio sotto forma di calore).

Se invece l'energia chimica dei prodotti è maggiore dell'energia chimica dei reagenti, vuol dire che è stata assorbita dall'ambiente una certa quantità di energia (ad esempio sotto forma di calore).
Le trasformazioni che hanno luogo durante una reazione chimica spontanea portano ad una diminuzione dell'energia totale del sistema, mentre le trasformazioni che hanno luogo durante una reazione chimica non spontanea portano ad un aumento dell'energia totale del sistema. Tale energia totale del sistema è pari alla grandezza termodinamica chiamata "energia libera di Gibbs" nel caso in cui la reazione avvenga a temperatura e pressione costanti.
Una reazione spontanea viene rappresentata da un'equazione chimica in cui il primo e il secondo membro sono separati da una freccia con il verso da sinistra verso destra, ad esempio:
{\displaystyle {\ce {NH3 + H2O -> NH4+ + OH-}}}
Una reazione non spontanea è invece rappresentata da un'equazione chimica in cui il primo e il secondo membro sono separati da una freccia che con il verso da destra verso sinistra, ad esempio:
{\displaystyle {\ce {NH4+ + OH- <- NH3 + H2O}}}
Dai due esempi precedenti si nota che se una reazione è spontanea la sua reazione inversa non è spontanea: questa è una regola di validità generale.

La reazione inversa è appunto quella in cui i prodotti della prima reazione (detta reazione diretta) si trasformano nei reagenti della prima reazione, per cui la reazione inversa si indica scambiando i due membri dell'equazione chimica corrispondente alla reazione diretta.

### Reazioni reversibili e irreversibili
Quando una reazione chimica avviene mantenendo costante l'energia totale del sistema, l'energia di legame iniziale coincide con l'energia di legame finale, per cui sia la reazione diretta sia la reazione inversa hanno le stesse probabilità di avvenire: in tal caso si dice che la reazione è "reversibile".
Nel caso in cui una reazione sia reversibile, il sistema evolve verso un "equilibrio dinamico", in quanto il numero di entità molecolari che reagiscono nel senso della reazione diretta è compensato dal numero di entità molecolari che reagiscono nel senso della reazione inversa, per cui in ogni momento la composizione globale del sistema chimico rimane invariata.
Un esempio di reazione reversibile è la dissociazione dell'acqua {\displaystyle {\ce {(H2O)}}} negli ioni {\displaystyle {\ce {H3O+}}} e {\displaystyle {\ce {OH-}}}. In tal caso la reversibilità della reazione implica che il valore del grado di dissociazione {\displaystyle \alpha } (che in generale assume valori compresi tra {\displaystyle 0} e {\displaystyle 1}) rimane costante.
Le reazioni reversibili sono rappresentate da un'equazione chimica in cui i due membri dell'equazione sono separati da una doppia freccia, in modo da indicare che la reazione avviene sia in un senso sia nell'altro senso. Ad esempio, riferendosi all'esempio precedente della dissociazione dell'acqua si può scrivere:
{\displaystyle {\ce {H2O <=> H3O+ + OH-}}}
Una reazione che avvenga a temperatura e pressione costante è quindi reversibile se comporta una variazione dell'energia libera di Gibbs del sistema nulla, mentre è irreversibile se comporta una variazione dell'energia libera di Gibbs del sistema.

## Aspetti cinetici

### Attivazione di una reazione

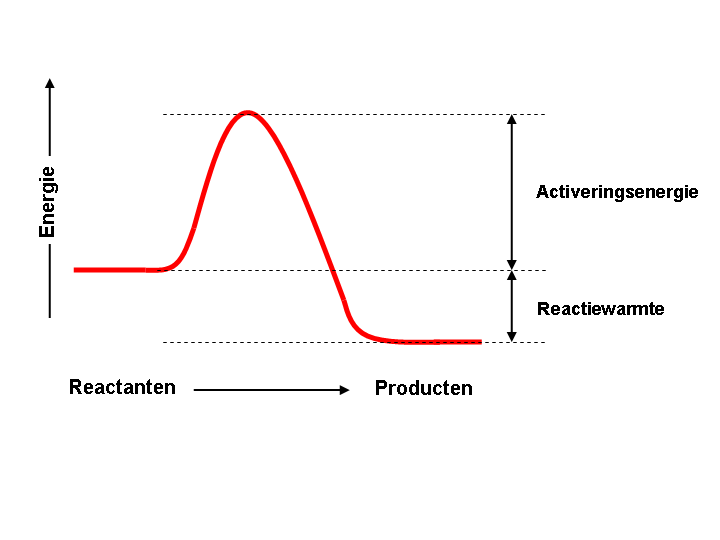
Energia posseduta da un sistema prima dello svolgimento di una reazione (a sinistra), durante l'innesco della reazione (in corrispondenza del picco) e dopo lo svolgimento della reazione (a destra).

Durante lo svolgimento di una reazione si passa da uno stato intermedio in cui alcuni vecchi legami sono stati spezzati e quelli nuovi non si sono ancora formati: tale stato è chiamato "stato di transizione"; in corrispondenza dello stato di transizione l'energia del sistema è massima, per cui per raggiungere lo stato di transizione a partire dai reagenti è necessario fornire un certo quantitativo di energia al sistema, che corrisponde all'energia di attivazione; l'energia di attivazione costituisce un ostacolo alla realizzazione della reazione, per cui si parla di "barriera dell'energia di attivazione".
A causa dell'esistenza della barriera dell'energia di attivazione, perché una reazione si inneschi (cioè incominci a svolgersi) è necessario fornire una certa energia al sistema, mentre una volta che la reazione chimica è stata innescata l'energia di attivazione viene restituita all'ambiente e la reazione prosegue fornendo energia all'ambiente o sottraendo energia dall'ambiente, a seconda che essa sia esotermica o endotermica.
Diagrammando l'energia posseduta dal sistema chimico rispetto al tempo trascorso dal momento in cui ha inizio la reazione (o rispetto ad un'altra coordinata di reazione qualsiasi), è possibile individuare tre punti notevoli:
- il punto più a sinistra del diagramma (che corrisponde al tempo iniziale) è quello in cui la reazione non ha ancora avuto luogo, per cui i reagenti non si sono ancora trasformati nei prodotti;
- il punto più alto del diagramma (che corrisponde al tempo di innesco) è quello relativo allo stato di transizione;
- il punto più a destra del diagramma (che corrisponde al tempo finale) è quello in cui la reazione è terminata, per cui i reagenti si sono trasformati nei prodotti.

A ciascuno di tali punti corrisponde una certa energia del sistema; la differenza di energia tra il punto iniziale e il punto di innesco corrisponde all'energia di attivazione, mentre la differenza di energia tra il punto iniziale e il punto finale corrisponde all'energia scambiata con l'ambiente, assorbita (se il punto finale è più alto del punto iniziale) o ceduta (se il punto finale è più basso del punto iniziale).
Una volta superato lo stato intermedio l'energia di attivazione viene restituita all'ambiente, ma nel breve istante in cui la reazione si sta svolgendo tale energia è "intrappolata" dalle entità molecolari che stanno reagendo e quindi non è disponibile alle altre entità molecolari, che devono quindi attendere che le prime reagiscano per superare anch'esse la barriera dell'energia di attivazione e dunque reagire a loro volta. Per tale motivo, a parità di energia posseduta dai reagenti e dai prodotti, all'aumentare dell'energia di attivazione diminuisce la velocità di reazione.

### Velocità di reazione

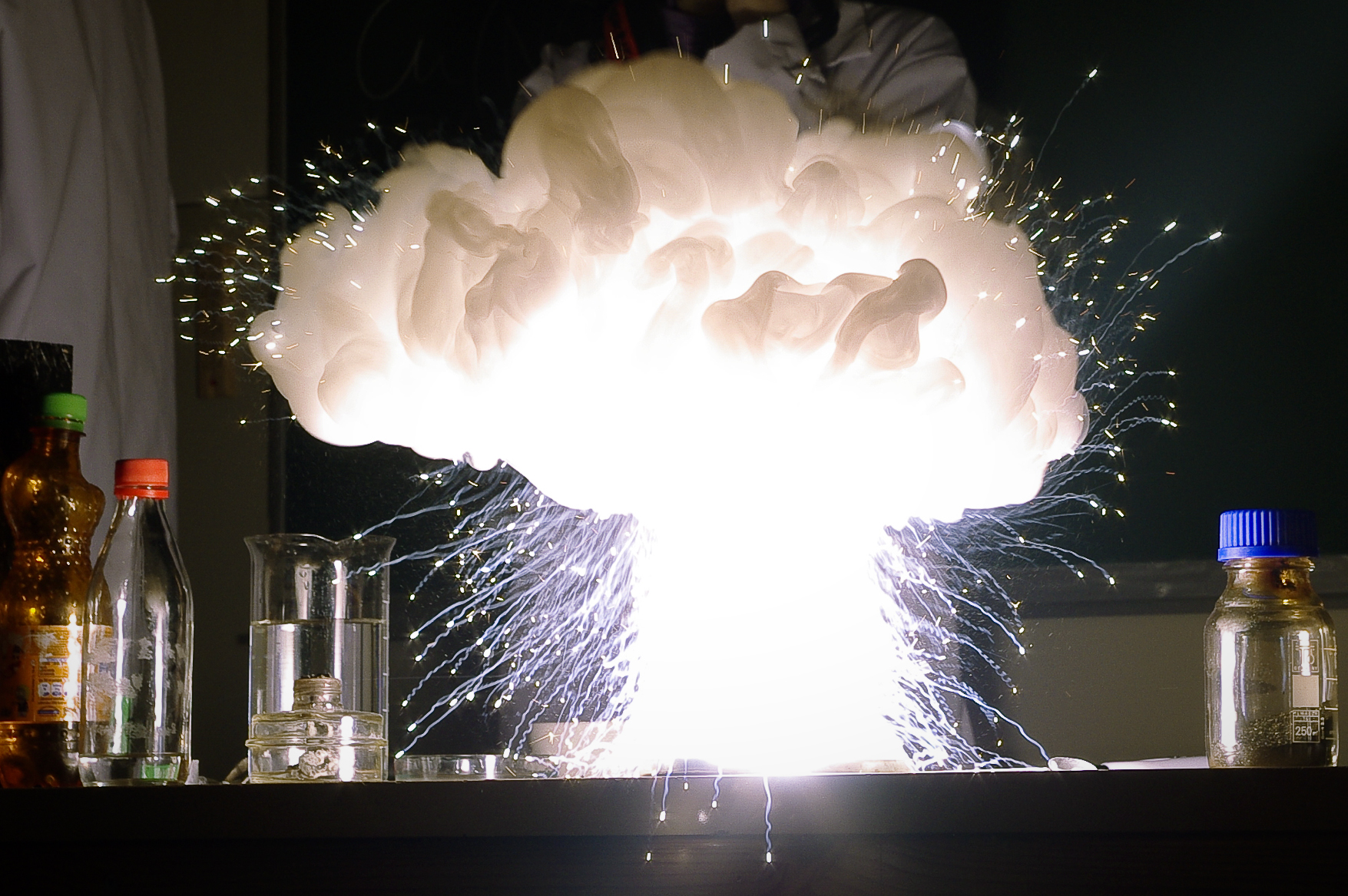
Effetti di una reazione fortemente esotermica e particolarmente veloce.

Alcune reazioni sono molto rapide, addirittura violente (come le esplosioni), mentre altre sono talmente lente che possono necessitare di tempi lunghissimi prima di svolgersi completamente (ad esempio anni o secoli).

Nel caso di reazioni molto lente, si può pensare che i reagenti coinvolti siano stabili: si parla in tal caso di composti "metastabili"; ad esempio nel caso dell'ossidazione dell'alluminio la forma stabile è l'ossido di alluminio, mentre quella metastabile è l'alluminio metallico; in tale caso particolare la bassa velocità di reazione è dovuta ad un particolare fenomeno, detto "passivazione".
Per misurare la velocità di una reazione si fa uso del concetto di grado di avanzamento della reazione, definendo la velocità di reazione come la derivata del grado di avanzamento ξ rispetto al tempo:
{\displaystyle \mathrm {v_{r}} ={d\xi  \over dt}}.
Il grado di avanzamento a sua volta è una misura della quantità di sostanza che ha già reagito in un certo istante; il valore del grado di avanzamento è compreso tra {\displaystyle 0} e {\displaystyle 1}: all'inizio della reazione {\displaystyle \xi =0}, mentre quando la reazione è completa {\displaystyle \xi =1}.
La cinetica chimica è la disciplina che si occupa dello studio della velocità di reazione e di tutti i fattori che la influenzano.
Tali fattori sono:
- il numero, la tipologia e la distribuzione delle fasi in cui sono presenti i reagenti;[11]
- la concentrazione delle specie reagenti nell'ambiente di reazione;[11]
- la temperatura del sistema chimico in cui ha luogo la reazione;[11]
- la presenza di un catalizzatore.[12]

### Reazioni omogenee e eterogenee
Il principio che contribuisce alla velocità delle reazioni chimiche è la distribuzione delle fasi in cui si trovano i reagenti. Da questo punto di vista le reazioni maggiormente favorite sono le "reazioni omogenee" (cioè in cui tutti i reagenti sono presenti nella stessa fase), in particolare sono più veloci le reazioni omogenee in fase gassosa o liquida, dove l'agitazione termica è maggiore, per cui le entità molecolari delle specie reagenti collidono più frequentemente e quindi è maggiore la probabilità di reagire.
Si parla invece di "reazioni eterogenee" quando i reagenti sono presenti in fasi differenti.
Le reazioni eterogenee possono avvenire tra:
- un solido e un gas
- un solido e un liquido
- un solido e un solido
- un liquido e un gas
- due liquidi immiscibili.

Nel caso di reazioni eterogenee, la reazione può aver luogo esclusivamente nei punti di contatto tra le due fasi (cioè all'interfaccia), quindi la reazione è più veloce se la superficie di separazione tra le due fasi è più ampia, cioè se i reagenti sono maggiormente dispersi l'uno nell'altro. Nel caso in cui uno dei due componenti della miscela sia un solido, il grado di dispersione tra le fasi aumenta all'aumentare della superficie specifica del solido (che può essere espressa in m2/kg), ossia la superficie esposta per unità di massa; ad esempio una polvere o un solido poroso hanno elevati valori di superficie specifica.
Esempi di sistemi chimici eterogenei ad elevata dispersione tra le due fasi sono:
- aerosol (fini gocce di liquido disperse in un gas)
- emulsioni (dispersioni di gocce di un liquido in un altro immiscibile)
- miscugli di polveri
- sol (dispersioni di polveri in un liquido)
- schiume (bolle di gas disperse in un liquido).

### Influenza della temperatura
La velocità di una reazione aumenta all'aumentare della temperatura del sistema; infatti all'aumentare dell'energia termica la barriera dell'energia di attivazione viene superata più facilmente e inoltre aumenta la velocità di agitazione delle entità molecolari, permettendo di avere un numero maggiore di collisioni tra le entità molecolari reagenti (e quindi una maggiore probabilità che queste reagiscano).
La dipendenza della velocità di reazione dalla temperatura può essere determinata attraverso l'equazione di Arrhenius.

### Influenza della concentrazione
All'aumentare della concentrazione dei reagenti nell'ambiente di reazione, aumenta la possibilità che le entità molecolari delle specie reagenti collidano tra di loro dando luogo allo svolgimento della reazione chimica. Per tale motivo, la presenza di sostanze inerti, diminuendo la concentrazione delle specie reagenti, in genere diminuisce la velocità di reazione.
In realtà la velocità di reazione aumenta con la concentrazione dei reagenti solo fino ad un certo punto: un esempio pratico di tale fenomeno sono i limiti di esplosione, che corrispondono alle concentrazioni minime e massime dei reagenti per cui la velocità di reazione è talmente alta da provocare esplosioni.

### Reazioni catalizzate

Energia di attivazione E_{a} di una reazione chimica (del tipo X → Y): in nero è indicata l'energia di attivazione di una reazione non catalizzata (a sinistra) e della sua inversa (a destra), mentre in rosso è indicata l'energia di attivazione di una reazione catalizzata (a sinistra) e della sua inversa (a destra).

Molte reazioni chimiche modificano la velocità con la quale procedono se nell'ambiente di reazione oltre ai reagenti e ai prodotti sono presenti altre sostanze, dette catalizzatori, le quali non si consumano durante lo svolgimento della reazione (sebbene possano andare incontro ad una lenta degradazione).

Alcune reazioni chimiche in assenza degli opportuni catalizzatori avvengono così tanto lentamente che ai fini pratici è come se non avvenissero: in tal caso la presenza del catalizzatore è una prerogativa essenziale per lo svolgimento della reazione.
In presenza dei catalizzatori, viene alterato il meccanismo di reazione in modo tale che le specie reagenti attraversino un diverso stato intermedio (avente un'energia di attivazione più bassa rispetto allo stato intermedio generato in assenza di catalizzatore), per cui l'innesco della reazione avviene più facilmente e la velocità di reazione aumenta.

## Processi correlati
Alcuni processi in cui intervengono reazioni chimiche sono:
- la corrosione del ferro a ruggine (che è composta da ossidi di ferro);
- la combustione del metano o altri combustibili (il metano con l'ossigeno si trasforma in anidride carbonica e vapore acqueo);
- la digestione (gli alimenti sono decomposti dai succhi gastrici in sostanze chimiche assimilabili dall'organismo);
- la solubilizzazione e la formazione di miscele negli stati liquidi e solidi genera reazioni di complessazione e di dissociazione.